# François Gras
François Gras [Le Gras] est un juriste et un musicien actif à Paris, à Lyon et en Auvergne (Montbrison, Châteldon) à la charnière des XVIe et XVIIe siècles.

## Biographie
Rien de bien précis n’est encore connu sur les occupations de François Gras. André Steyert précise que la famille Gras était originaire de Montbrison, et représentée à Lyon comme à Montbrison. Les ex-libris de François Gras révèlent qu’il a été avocat au Parlement de Paris. Enfin, les correspondances de 1597 le citent comme docteur ès loix et « baillif de Chastelleron ».
Il possédait une bibliothèque privée dont il subsiste une douzaine d’éditions conservées à Lyon et à Montbrison ; enfin il composait de la musique (deux éditions musicales ont paru dont une en 1605). On peut supposer qu’il était assez actif et visible dans la communauté protestante pour qu’il puisse être sollicité par l’Église de Genève pour réviser des mélodies pouvant servir au culte.
Si tous ces éléments sont encore décousus, on entrevoit déjà chez François Gras un exemple typique de la culture humaniste, marchant sous les bannières de la poésie, de la musique, du droit et de la religion.

## Ses livres
La Bibliothèque municipale de Lyon conserve onze éditions imprimées à Venise, Lyon et Paris entre 1492 et 1579 qui portent les ex-libris manuscrits de François Gras, avocat au Parlement de Paris ; la comparaison de ces signatures avec celle de la lettre de 1597 montre qu'il s'agit bien du même personnage. À ces ouvrages on peut ajouter un volume des Commentariorum de Pierre Rebuffi (Lyon : Guillaume Rouillé, 1580-1581), conservé à la BM de Montbrison (cote C 376), qui porte également sa signature entre autres ex-libris.

## L’affaire des "Cantiques" de 1597

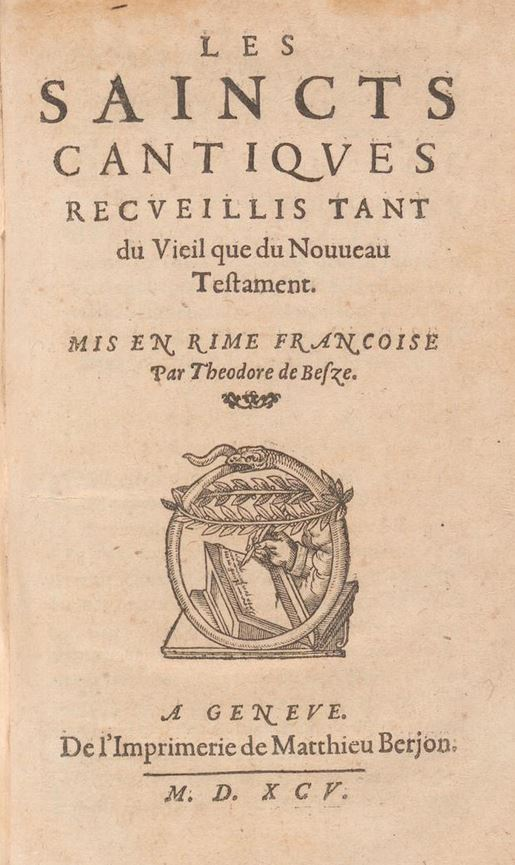
Page de titre des Saincts cantiques traduits par Théodore de Bèze (Genève : 1595).

En 1595 paraissent à Genève chez Matthieu Berjon Les Saincts cantiques recueillis tant du Vieil que du Nouveau testament, mis en rime françoise par Théodore de Bèze..., traductions qu’il avait entreprises à la sollicitation du Synode national de Montauban de 1594. Dans cet ouvrage - qu’on peut voir comme un petit supplément au Psautier de Genève - chacun des 16 cantiques est doté d’une mélodie : les cantiques 1, 2, 4, 6, 12, 13 et 16 reprennent la mélodie des psaumes 9, 55, 83, 80, 142, 134 et 101 respectivement, tandis que les autres sont dotés de mélodies nouvelles proposées par Théodore de Bèze lui-même.
Au début de 1597, François Gras est sollicité par Théodore de Bèze dans une lettre (perdue) rédigée au nom de la Compagnie des Pasteurs de Genève, lorsque celui-ci cherche à réviser les mélodies de ses "Cantiques" (Bèze n’étant pas musicien, on peut supposer que ses mélodies avaient été trouvées incommodes à être chantées). Par ailleurs on ignore comment la Compagnie et Gras se sont trouvés en contact, d'autant qu'il existait à cette époque à Genève des musiciens fort capables, tel Jean Servin.
Gras répond à la sollicitation de Bèze dans une lettre du 24 février 1597. Il déclare avoir composé 16 mélodies, dans chacun des huit modes, afin de susciter leur mise en musique polyphonique par « quelque honneste homme docte en l’art de musique ». Il souhaite qu’elles soient publiées en l’état sans qu’on en remplace quelques-unes par des mélodies de psaumes – ce que justement Bèze avait fait en 1595 – afin de ne pas casser cette symétrie modale. Enfin il promet d’ici dix-huit mois d’envoyer une version polyphonique à 5 voix, utilisant ces mélodies, qu’il propose de faire publier avec les 46 psaumes de David qu’il a déjà composés à 5, 6 et 8 voix, et en les dédiant au roi. 
Le 9 mars, la Compagnie des Pasteurs de Genève répondait à François Gras pour le remercier de son envoi, sans lui dire ce qu’elle entendait en faire. Toutefois, elle laisse entendre qu’elle se réserve de garder la mélodie du psaume pour les cantiques qui en étaient déjà dotés, ces mélodies étant déjà mémorisées par les fidèles et faciles à entonner.
Le 11 mars, la Compagnie des Pasteurs de Genève délibérait à propos des « cantiques de Monsieur de Besze qui avoyent esté remis en chant par un personnage d’Auvergne » et chargeait Simon Goulart de les faire chanter afin de savoir s’ils étaient propres à être chantés à l’Église. Il faut supposer que ses conclusions furent négatives, puisque les mélodies publiées avec les cantiques de Bèze ne furent pas modifiées.

## Œuvres
- Pseaumes à 4, 5 & 6 parties, par François Gras. Lyon : 1605, 4°. Ils sont composés avant 1597, et reprennent les mélodies du Psautier de Genève.
- Chansons sur l’Histoire de Suzanne ; à plusieurs parties, par François Gras. S.l.n.d., in-folio.

Ces deux éditions sont perdues, citées seulement dans trois catalogues de libraires lyonnais parus entre 1637 et 1670. Le titre des œuvres se rapporte clairement au répertoire protestant (auquel cas les Psaumes seraient une harmonisation des psaumes du Psautier de Genève. Pour les psaumes, il pourrait s’agir d’une édition genevoise imprimée sous une adresse lyonnaise, comme ce fut le cas pour certaines éditions musicales genevoises de la fin du XVIe siècle.
- 16 mélodies (non publiées et perdues) sur les cantiques de la Bible mis en rime par Théodore de Bèze en 1595.